# Sint-Laurentiusbasiliek (Kempten)
De Sint-Laurentiuskerk (St. Lorenz) is de voormalige Benedictijnse kloosterkerk van het voormalige rijksstift in Kempten. Tegenwoordig is het godshuis een parochiekerk, waar paus Paulus VI in 1969 de eretitel basilica minor aan verleende.

## Geschiedenis
De kerk is oorspronkelijk de kloosterkerk van een in het jaar 752 gesticht klooster. In de bloeiperiode bezat het bijzonder rijke stift een gebied van ongeveer 1000 km² met meer dan 42.000 inwoners in 85 dorpen en gehuchten. Het klooster en de gotische kerk werden tijdens de Dertigjarige Oorlog in 1632-1634 door Zweedse troepen verwoest. Nog tijdens de Dertigjarige Oorlog begon de 29-jarige abt Giel von Gielsberg met de voorbereidingen van de nieuwbouw. Het werd een van de eerste grote kerkgebouwen na de Dertigjarige Oorlog. Op 13 april 1652 werd de eerste steen gelegd voor de barokke kerk. Aan het gebouw werkten twee bouwmeesters. Nadat het kerkschip stond, hield de bouwmeester Michael Beer op met zijn werk. Vanaf 1654 volgde Johann Serro hem op. Enkele jaren later liet hij het kerkschip verhogen. Eveneens liet hij de vorm van de galerijen veranderen, zodat de druk van de muren van het middenschip op de muren van de verbrede zijschepen afnam. Van 1666 tot 1673 werkte men nog aan de onvoltooide torens. Op 12 mei 1748 werd het kerkgebouw ingewijd.
Het klooster werd in 1803 geseculariseerd.
De torens werden pas in het jaar 1900 afgebouwd. Men gebruikte daarbij bouwmateriaal zoals beton, dat een hogere dichtheid kent dan het onderliggende bouwmateriaal. Dit resulteerde in een ongunstige gewichtsverdeling, hetgeen de stabiliteit van de torens in negatieve zin beïnvloedt. Het gevolg zijn zichtbare scheuren tussen de torens en het hoofdgebouw. Om veiligheidsredenen is het dan ook niet mogelijk voor bezoekers om de torens te beklimmen.
Paus Paulus VI verleende de kerk in 1969 de status van basiliek.

## Maten
- Lengte van het vijf traveeën tellende kerkschip: 40,5 meter
- Hoogte middenschip: 16,3 meter
- Hoogte koepel: 42 meter
- Hoogte beide zijschepen met galerijen: 6,80 meter

## Patrocinium
- heilige Laurentius, 10 augustus. Nevenpatronen:
- Maria Hemelvaart, 15 augustus
- Gordianus en Epichamus, 10 mei

## Afbeeldingen

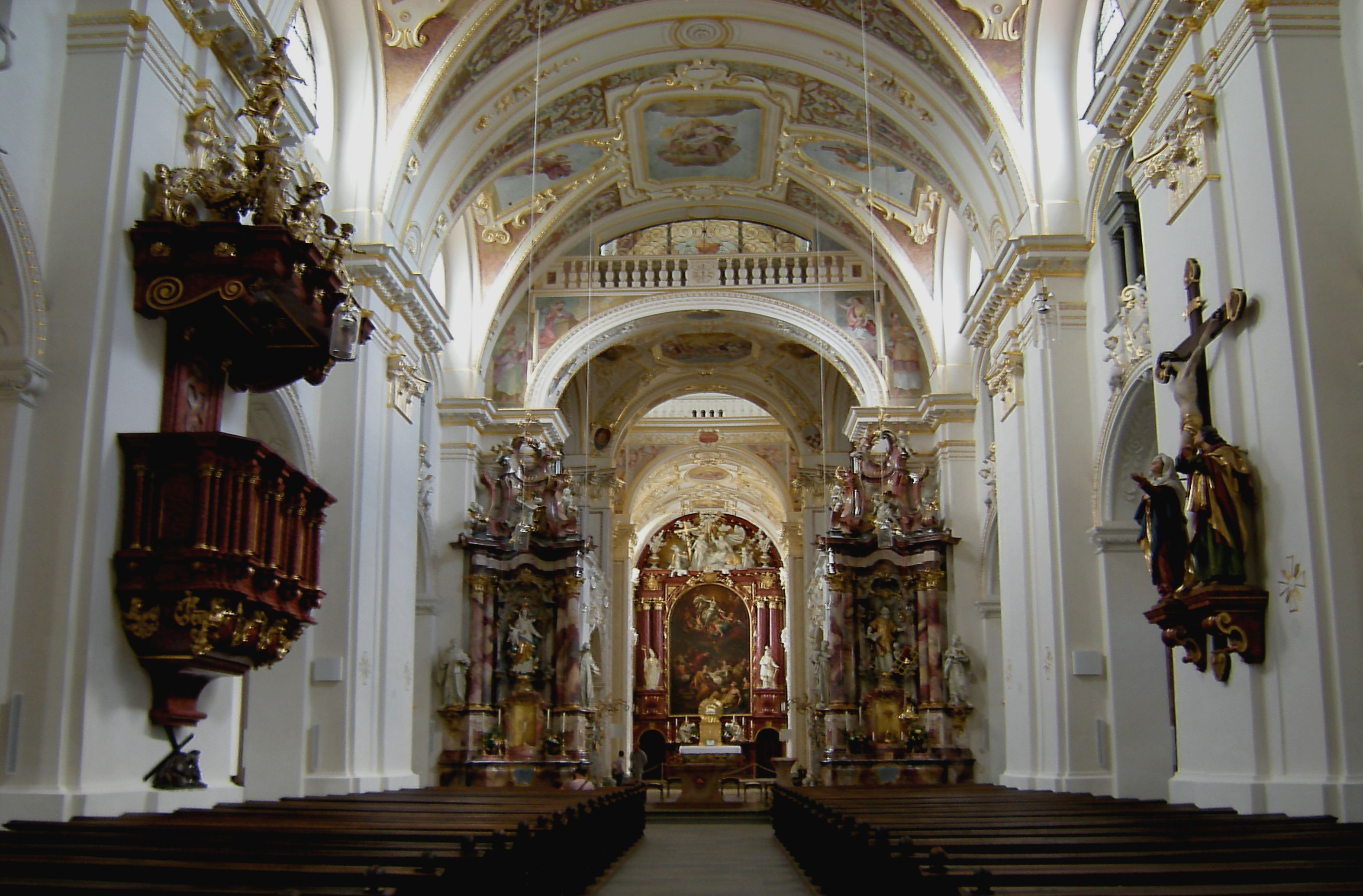
Interieur
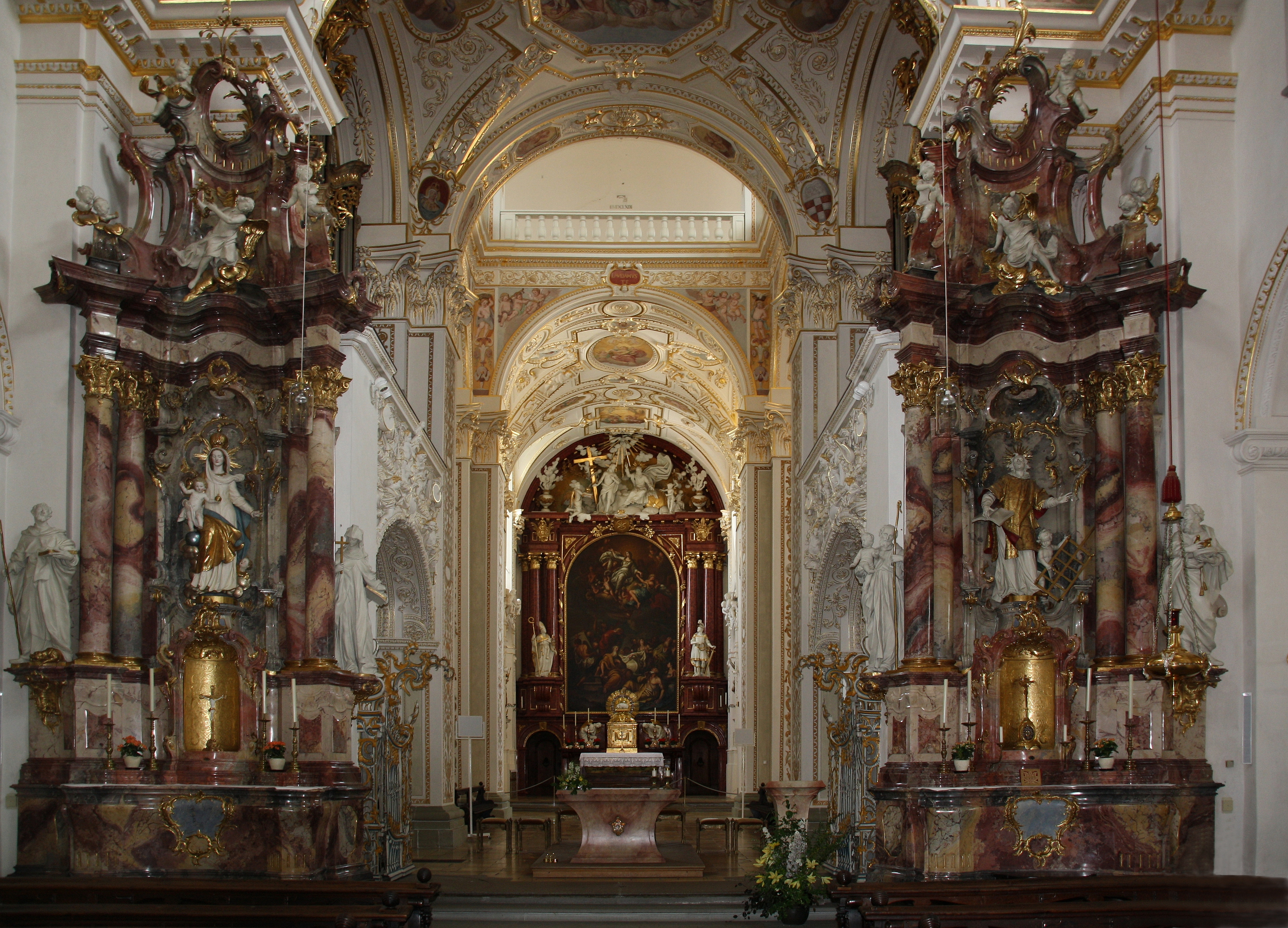
Hoofd- en zijaltaren
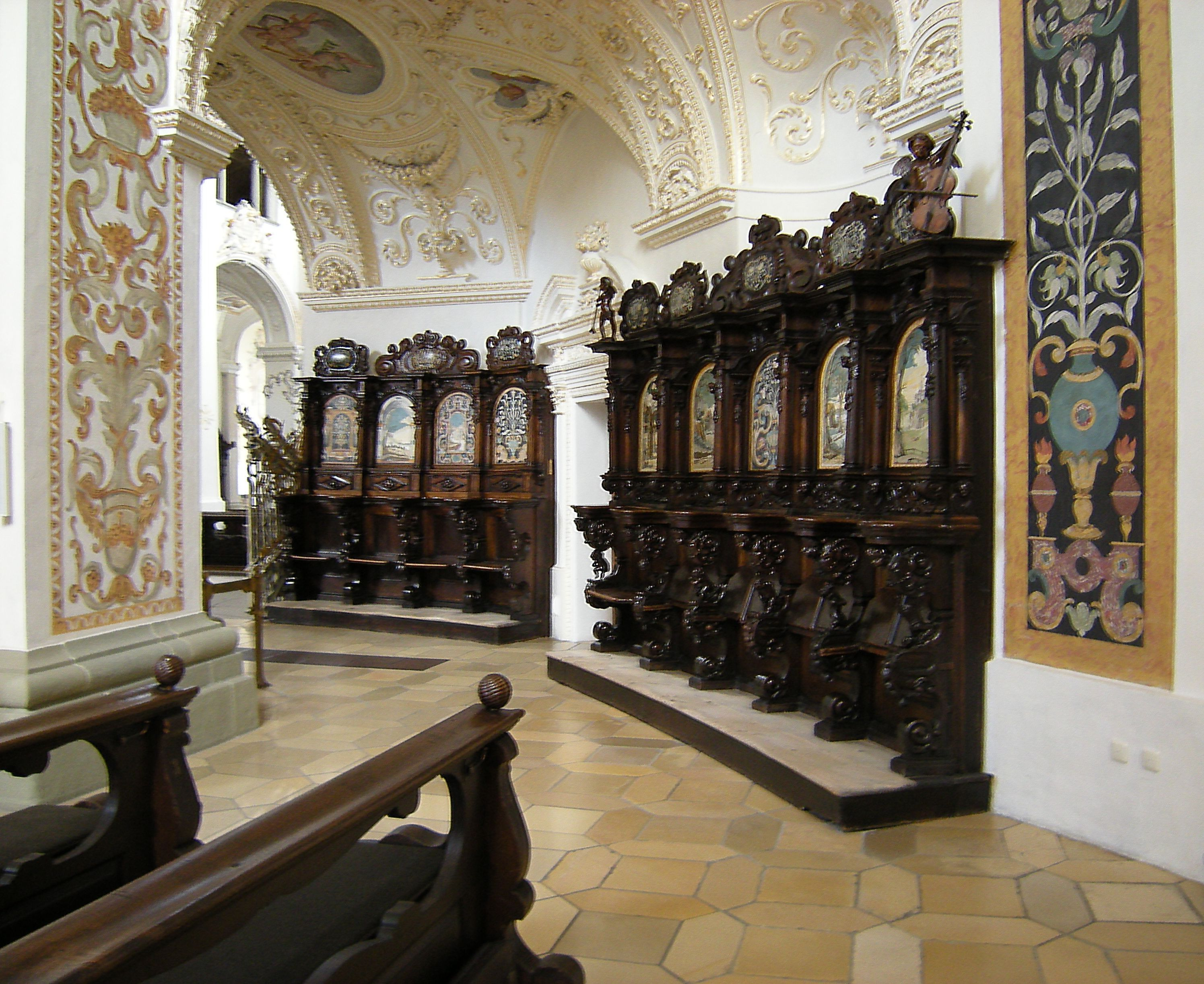
Koorgestoelte
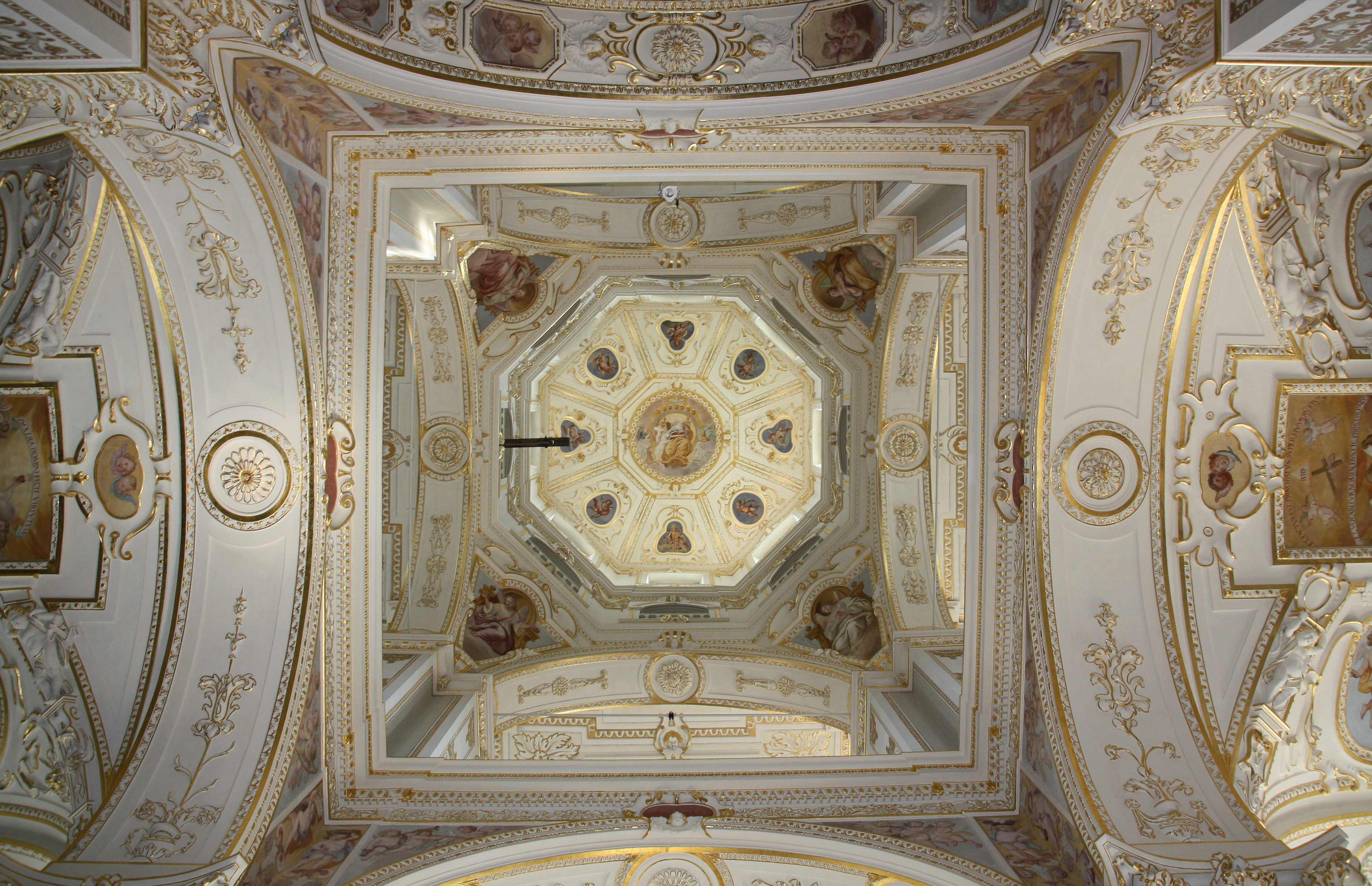
Koepel